# シンクロニシティ (お笑いコンビ)
シンクロニシティは、日本の男女お笑いコンビ。2023年3月までフリーで活動しており、現在は吉本興業所属。NSC東京校22期および大阪校39期と同期扱い。第1回ダブルインパクト セミファイナリスト。

## メンバー
よしおか（1994年10月2日 - ）（30歳）
ボケ担当。
神奈川県厚木市出身。本名及び旧芸名は、吉岡 陽香里（よしおか ひかり）。身長154cm。
一年の浪人を経て、中央大学文学部卒業。
中学時代は水泳部でシンクロナイズドスイミングを経験、高校では吹奏楽部へ入部し担当楽器はクラリネットだった。
コンビ「晴天サンティ」を組んでいた頃はネタを作っていた。自身のブログに架空の女性コンビ「お花畑ランド」のネタを綴っている。
先輩の三橋ひかり（ウェンズデイズ）とは出身中学が同じ。
大学で中国言語文化を専攻していたことから、2023年に吉本から「中国住みます芸人を募集しています」というメールが来て、行こうとしたことがある。
ジェームズ・ランソンのファン。

西野 諒太郎（にしの りょうたろう、1994年3月23日 - ）（31歳）
ツッコミ・ネタ作り担当。
東京都出身。旧芸名は、西野（にしの）。身長172cm。
中央大学商学部卒業。
小学生の頃は野球をやっており、父親の影響でプロ野球選手よりも社会人野球の選手になるのが夢だった。高校時代は軟式野球部で、アンダースロー。
吉本に入るまで本業は公務員だった。
同じ中央大学落語研究会出身のマリオネットブラザーズ曰く、落研時代はカリスマ的な存在で周囲に大きな影響を与えていた。
フリー時代はコンビでの仕事の窓口を担当し、メールアドレスやTwitterのDMで管理していた。
芸名は元々本名で活動後、一時期は「西野」に変えていたが後に本名へ戻した。
喫煙者で偏食家。特にエナジードリンクと即席麺を好む。

## 来歴
よしおかは幼少期から『爆笑レッドカーペット』『爆笑レッドシアター』（フジテレビ）などのお笑い番組が大好きで、更には妹と一緒におもちゃのラジオへ録音して遊ぶことを繰り返しているうちに、「なんか私面白いな」と自信をつけていった。
西野は、バラエティ番組を録画し土日にそれをずっと流していた父親がいたためお笑いが好きになった。小学校では係決めの際に担任から「お笑い係」へ任命され、毎週木曜日の朝に15分の漫才をクラスメイトの前で披露していた。高校では人見知りになって誰とも喋らずラジオ番組『JUNK』（TBSラジオ）を聴きながら、誰とやるでもないネタを書いていた。
2人とも中央大学へ進学し、落語研究会に入会。西野が3年生時に1年生だったよしおかは、社会人となることに備えて人前へ出るための練習として入った。入学してから西野は井坂航とコンビ「30度バンク」を結成。当時からネタ作りを担い、2015年には「関東大学生お笑いグランプリ」「国民的大学生グランプリ～大学芸会～ 個人戦」にて優勝を果たす。『M-1グランプリ2015』では3回戦まで進出するも、翌年の大会では1回戦敗退に終わる。お互いの大学卒業・就職に伴って2016年3月に30度バンクは活動休止（事実上の解散）となった。
一方、よしおかが東京学芸大学のお笑いサークルGOCに所属していた飯森七重と組んだコンビ「晴天サンティ」は「大学芸会 個人戦」にて審査員賞、『M-1グランプリ2016』では初出場ながら準々決勝まで進出・初代ベストアマチュア賞を受賞するなど注目を集め、テレビから複数のオファーも来ていたほどだった。しかし、よしおかはこのままこのコンビで世に出ていくという想像ができず先が見えないと考え、2017年2月に晴天サンティを解散した。晴天サンティ時代はなぞなぞをテーマにした漫才を演じていた。
進級してから2人は大学の文化祭で周囲の人々から結成を勧められ、西野は就職が決まっていたもののよしおかから西野に声をかける形で現在のコンビとなる。コンビ名は、よしおかが学生時代にやっていたシンクロナイズドスイミングから「シンクロ」を取り、そこに西野が大学時代に呼ばれていたあだ名の「ニシティ」を足したものが由来。
『M-1グランプリ2019』で準々決勝進出に終わった後、よしおかが「もう辞めます」と告げて以降は出演予定だったライブを全て断るなど、事実上の解散状態にまで発展。「プロじゃないからフェードアウトでもいい」「辞めたって思われるのも嫌だから」と正式な解散発表もしないまま辞めるつもりだったが、最中に戸部田誠（てれびのスキマ）の取材をその直後の2019年12月に受ける。西野曰く「（この取材の）流れで続けることになった」らしく、「あの取材がなかったら間違いなくシンクロニシティは2019年の時点で終わっていた」と話している。
2021年6月28日、よしおかの体調不良により当面コンビとしての活動休止を発表。西野は個人での活動を継続後、同年12月17日の西野のTwitterよりコンビ活動の再開を発表。
2023年4月2日、フリーから吉本興業への所属を発表した。またこれまではサラリーマンとの兼業芸人だったが、会社は辞めお笑い一本に集中することも発表している。これについて本人たちは「（会社と）両立するのが限界だった」ようで所属先を吉本に決めたのは、それまでフリーだったのでフリーとは逆の所を選びたいと思い、よしおかは「自分と近い年齢の女性芸人がたくさんいる所がいい」という意見も取り入れ、他に芸人仲間から話を聞いたりしながら決めていったという。

## 芸風
漫才とコント両方を演じる。キングオブコントでは準々決勝、M-1グランプリでは準決勝まで進出経験がある。控えめで内向的なよしおかがボソボソと不条理なボケを放ち、西野が翻弄されながらもツッコむスタイルを得意とする。結成初期はシチュコント漫才（「タトゥー」「寿司屋に弟子入り」など）やシチュエーション漫才（「オーディション」など）が多かったが現在は言葉遊びを利用したしゃべくり漫才（「俳句」「英会話」など）が主流となっている。
ネタ作りの際はよしおかから「文字で見て面白さが分かる」「お笑いの構造に触れることはやらないでください」などの条件を提示された上で、西野が請け負っている。男女の恋愛ネタは同じく男女コンビである相席スタートの足元にも及ばないと自覚しているため、絶対にやらないという。かつては社会人兼業芸人であることに加え、「ライブは（賞レースにかけるネタの）参考にはならない」というよしおかの考え方から、ライブの出演本数は月1〜2回程度に絞っていた。
落語研究会入会当初のよしおかについて西野曰く「最初に彼女がアマチュアで『M-1』に出たときは、吉岡さんが大きな声で漫才コントをやっていて、まったく笑いを取れてなかったんです。それで普段のほうが面白いよって話になって、そのままの感じでネタをやって『晴天サンティ』で準々決勝に行ったんです。そこから、もう二度と明るくなることはなくなりました（笑）」と語っている。

## 出囃子
- 奇跡/amazarashi

## 賞レースなどでの戦績

### M-1グランプリ
| 年度（回）       | 結果         | エントリー No. | 会場                     | 日程           | 備考           |
| ---------------- | ------------ | -------------- | ------------------------ | -------------- | -------------- |
| 2017年（第13回） | 3回戦進出    | 906            | [東京] ルミネtheよしもと | 10月21日（土） |                |
| 2018年（第14回） | 準々決勝進出 | 300            | [東京] NEW PIER HALL     | 11月6日（火）  |                |
| 2019年（第15回） | 準々決勝進出 | 202            | [東京] NEW PIER HALL     | 11月19日（火） |                |
| 2020年（第16回） | 準々決勝進出 | 113            | [東京] NEW PIER HALL     | 11月17日（火） |                |
| 2021年（第17回） | 不参加       | -              | -                        | -              |                |
| 2022年（第18回） | 準決勝進出   | 39             | [東京] NEW PIER HALL     | 11月30日（水） | 敗者復活戦14位 |
| 2023年（第19回） | 準々決勝進出 | 743            | [東京] ルミネtheよしもと | 11月22日（水） |                |
| 2024年（第20回） | 準々決勝進出 | 2409           | [東京] ルミネtheよしもと | 11月21日（木） |                |

### キングオブコント
| 年度（回）       | 結果         | 会場                      | 日程          | 備考 |
| ---------------- | ------------ | ------------------------- | ------------- | ---- |
| 2016年（第9回）  | 2回戦進出    | [東京] きゅりあんホール   | 8月10日（水） |      |
| 2017年（第10回） | 1回戦敗退    | [東京] シアターブラッツ   | 7月30日（日） |      |
| 2018年（第11回） | 2回戦進出    | [東京] シアターブラッツ   | 8月5日（日）  |      |
| 2019年（第12回） | 準々決勝進出 | [東京] きゅりあん小ホール | 8月9日（金）  |      |
| 2020年（第13回） | 1回戦敗退    | [東京] CBGKシブゲキ!!     | 7月23日（木） |      |
| 2024年（第17回） | 準々決勝進出 | [東京] さくらホール       | 8月14日（水） |      |

### ダブルインパクト〜漫才&コント 二刀流No.1決定戦〜
| 年度   | 結果       | 会場                       | 備考 |
| ------ | ---------- | -------------------------- | ---- |
| 2025年 | 準決勝進出 | ニューピア竹芝ノースタワー |      |

### R-1グランプリ
よしおか
- 2017年 - 1回戦敗退（「ひとりっ子政策」名義）
- 2025年 - 2回戦進出（「シンクロニシティよしおか」名義）

西野
- 2012年 - 1回戦敗退（「西野諒太郎」名義）
- 2021年 - 1回戦敗退（「シンクロニシティ西野」名義）
- 2024年 - 2回戦進出（「シンクロニシティ西野」名義）
- 2025年 - 3回戦進出（「シンクロニシティ西野」名義）

### その他
- 2023年 マイナビ Laughter Night - 7月月間チャンピオン[33]
- 2023年 第44回ABCお笑いグランプリ 最終予選進出[34]
- 2024年 女芸人No.1決定戦 THE W 準決勝進出（よしおか）[35]
- 2025年 マイナビ Laughter Night - 1月月間チャンピオン[36]

## 出演

### テレビ
- 羽鳥慎一モーニングショー（テレビ朝日、2016年11月9日）よしおかのみ ※晴天サンティ時代[37]
- 学生才能発掘バラエティ 学生HEROES!（テレビ朝日）西野のみ ※30度バンク時代
- スクール革命!（日本テレビ、2021年2月14日）
- 笑いの創造神たち（NHK、2021年3月20日）[38]
- お笑い実力刃（テレビ朝日、2021年4月21日）
- 冗談来人（BSフジ、2022年12月31日）[39]
- ネタパレ（フジテレビ、2023年2月3日）[40]
- アルピーテイル（テレビ朝日、2023年3月16日）[41]
- 東野山里のインプット（BSよしもと、2023年7月30日）[42] 西野のみ
- ぴったり にちようチャップリン（テレビ東京、2023年9月2日）[43]
- おもしろ荘（日本テレビ、2024年1月1日）[44]
- 鬼越邦子のいけにえテレビ（BSよしもと、2024年3月17日）[45]
- 全員半人前 ～MC&ひな壇全員トーク番組ほぼ未経験者でやってみた～（BSよしもと、2024年6月23日）[46]
- チョコプランナー（テレビ朝日、2024年9月29日）[47]
- 営業-1グランプリ2024総決算スペシャル（BSよしもと、2024年12月14日）[48]
- 千鳥のクセスゴ!（フジテレビ、2025年3月2日）[49]

### ラジオ
- マイナビ Laughter Night（TBSラジオ）[50]
- ナニモノ!（文化放送、2023年1月26日）[51]
- がっちゃんこ（朝日放送ラジオ、2025年4月2日 - ）- 水曜パーソナリティ[52]

#### ネットラジオ
- シンクロニシティの録音ラジオ（Radiotalk、2020年 - 2023年12月）[53]
- Artistspoken（2023年1月 -）

### 劇場アニメ
- 無名の人生（2025年5月16日 - ）- スマイル役（西野）[54][55]

## ライブ

### 単独ライブ
- 初単独ライブ「おわりのはじまり」 2023年5月4日（赤坂RED/THEATER）
- 単独ライブ「さいごのきぼう」 2024年2月17日（神保町よしもと漫才劇場）
- 単独ライブ「僕らの旗」 2024年8月11日（よしもと幕張イオンモール劇場）
- 初全国ツアー「にほんのみなさんこんにちは」 2025年2月1日（森ノ宮よしもと漫才劇場/大阪）
- 初全国ツアー「にほんのみなさんこんにちは」 2025年2月22日（大須演芸場/愛知)
- 初全国ツアー「にほんのみなさんこんにちは」 2025年4月6日（よしもと福岡 大和証券劇場/福岡）
- 初全国ツアー「にほんのみなさんこんにちは」 2025年5月2日（座・高円寺2）/東京）